# Romildo Santos Rosa
Romildo Santos Rosa (* 25. Oktober 1973) ist ein ehemaliger brasilianischer Fußballspieler.

## Karriere
Romildo begann seine Karriere 1993 bei União Bandeirante FC und spielte unter anderem auch bei EC Taubaté und Athletico Paranaense. 2000 wechselte er zum japanischen Erstligisten Nagoya Grampus Eight. 2001 kehrte er nach Brasilien zurück. Von 2001 bis 2007 war er außerdem noch bei den Vereinen XV de Piracicaba, União São João EC, Fortaleza EC, Marília AC, Sport Recife und Ceará SC unter Vertrag.